# Luck (TV-serie)
Luck är en amerikansk TV-serie från 2012 skriven av David Milch och producerad av Dustin Hoffman.
Serien hade premiär i USA den 29 januari 2012 och svensk premiär i SVT den 10 september 2015. Serien gick i 9 avsnitt om vardera cirka 45 minuter. Amerikansk TV flaggade för en andra säsong, men den blev aldrig av på grund av protester från djurrättsorganisationer bland annat därför att tre hästar avled under inspelningarna.
Serien handlar om livet på och runt en kapplöpningsbana. Chester "Ace" Bernstein (Dustin Hoffman) blir frigiven efter tre år i fängelse och vill hämnas dem som satte dit honom. Ace investerar pengar i en galoppbana och han vill ju gärna att det ska förränta sig, och därför anlitar han tränare och spelare på vägen mot de stora pengarna.

## I rollerna
- Dustin Hoffman – Chester "Ace" Bernstein
- Dennis Farina – Gus Demitriou
- John Ortiz – Turo Escalante
- Richard Kind – Joey Rathburn
- Kevin Dunn – Marcus Becker
- Ian Hart – Lonnie McHinery
- Ritchie Coster – Renzo Calagari
- Jason Gedrick – Jerry Boyle
- Kerry Condon – Rosie Shanahan
- Gary Stevens – Ronnie Jenkins
- Tom Payne – Leon Micheaux
- Jill Hennessy – Jo Carter
- Nick Nolte – Walter Smith
- Michael Gambon – Michael "Mike" Smythe
- Ted Levine – Isadore Cohen
- Barry Shabaka Henley – övervakare
- Chantal Sutherland – Lizzy (Rosies vän)
- Weronika Rosati – Naomi